# メルボルン
メルボルン（英: Melbourne、豪語発音:  [ˈmɛlbn̩], [ˈmælbn̩]漢字表記「墨爾本」）は、オーストラリア大陸南東部、ポート・フィリップ湾に面したヤラ川河口の港市。
オーストラリアのビクトリア州の州都で、シドニー、ブリズベンと共にオセアニア地域を代表する世界都市である。

## 概説
メルボルン都市圏 (英: Melbourne Metropolitan area) の推定人口は、2019年6月現在約508万人であり、シドニーに次いで同国第2位である。
2010年における都市的地域の人口では348万人であり、世界第94位、同国では第2位である。中心市街地（City）はヤラ川に接する北岸の長方形の領域で南北1km東西2km。港はその西1kmからヤラ川河口にかけて広がっている。
近代的で忙しい大都市のイメージのシドニーと比べると、歴史的な建物や文化が残り、落ち着いて住みやすい印象を持たれている。ヴィクトリア朝時代の建築物がロンドンに次いで多く残っている都市である。メルボルンは世界的な学術都市でもあり、多くの留学生を受け入れている。
2002年と2004年の2度、『エコノミスト』誌の「世界で最も暮らしやすい都市」で1位を獲得している。

2022年、アメリカのシンクタンクが公表したビジネス・人材・文化・政治などを対象とした総合的な世界都市ランキングにおいて、世界第8位の都市と評価されており、オーストラリアではシドニー（17位）を抑えて首位となった。

## 歴史

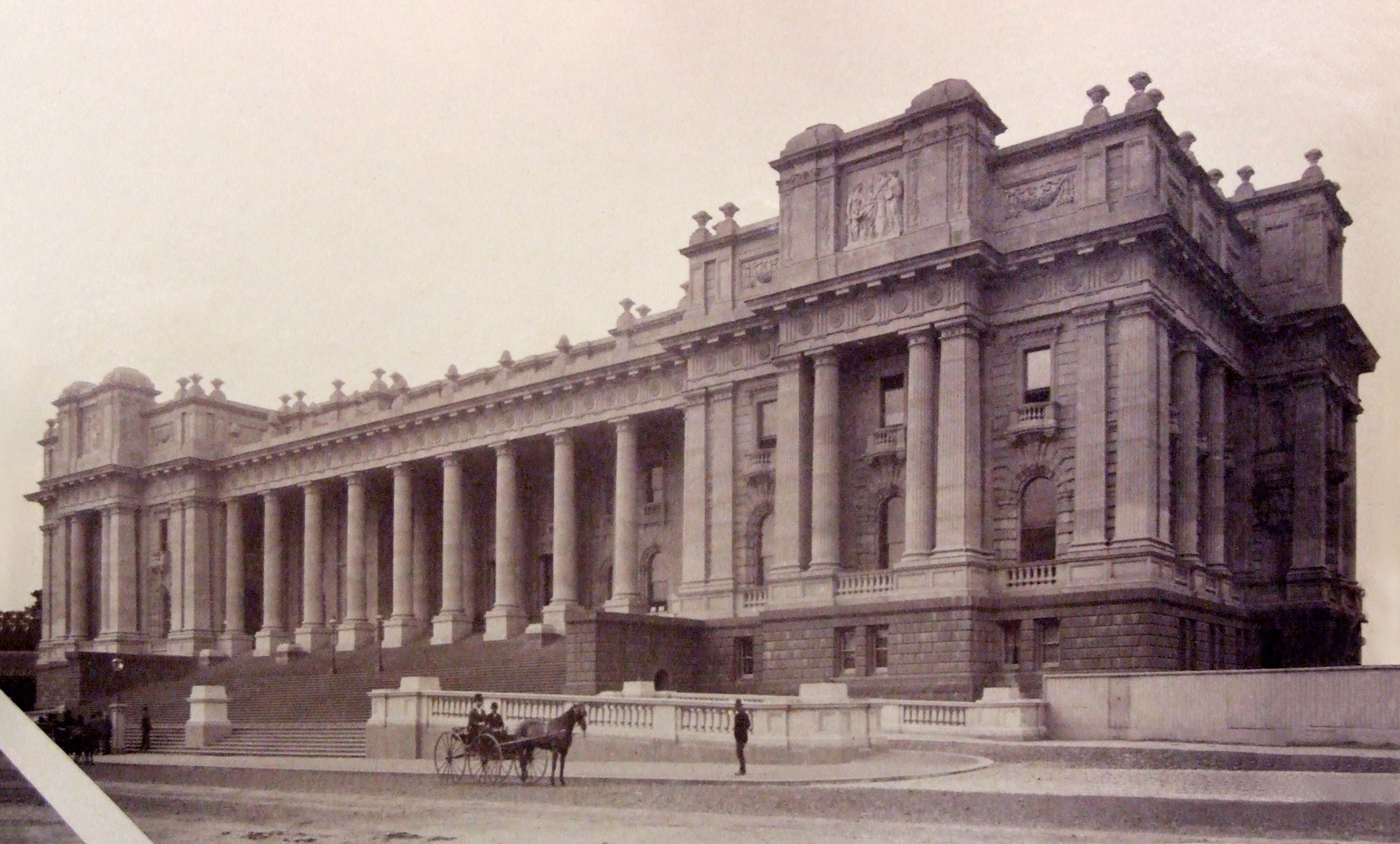
1890年のビクトリア州議事堂

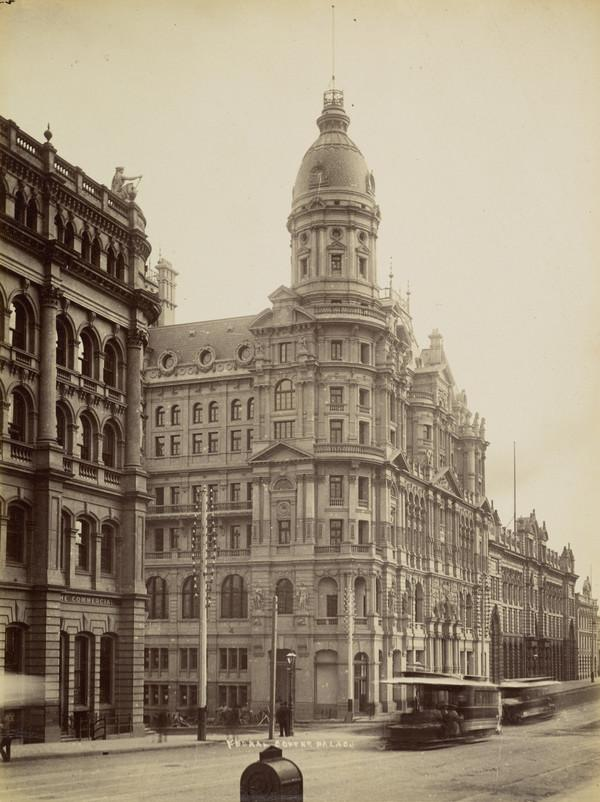
コリンズ通りとキング通りの角にある 19 世紀のグランド ホテル、フェデラル コーヒー パレスは、1971 年に取り壊されました

### 初期
ポートフィリップとヤラ川の辺りは30000年前からその地に住むと思われる先住民族クリン (Kulin) の地であった。彼らは漁業、狩猟、採集などを行いポートフィリップの豊かな資源によって生活していた。ヨーロッパの移民により持ち込まれた病気に多くが打撃を受け、虐待、誤治療、アルコール、性病、によってクリンの人々の数は急激に減った。クリンは1870年代までに滅びてしまい、今日メルボルンに住むアボリジニーの殆どは他の地域から来た人々である。今日アボリジニーの歴史を残すものは少ない。例えばカヌーに使われた木がメルボルンクリケットグラウンドの近くにある他、ポートフィリップ沿岸にある貝塚くらいである。
1798年にウェスタンポートまで行ったジョージ・バスによって、バス海峡が発見される。レディーネルソン号で1802年にジョン・マレーがポートフィリップを発見すると、マシュー・フリンダースが後に続いた。1803年にチャールズ・グリムズはヤラ川の河口を発見し、今のケイラー地区まで到達。同1803年のちに、NSW総督はフランスのバス海峡地域の占領を恐れ、デイヴィッ・コリンズ大佐を300人の囚人とともにポートフィリップ、モーニントン半島のソレントに送り居住地を拓かせようとするが、淡水の不足のために断念。1804年にタスマニアへ居住地を移しホバートを創る。その囚人のなかには後の開拓者、政治家のジョン・パスコー・フォークナーがいた。
バス海峡の北岸はクジラ狩猟者、アザラシ狩猟者が20年ほどいた。1824年ハミルトン・ヒュームとウィリアム・ホヴェルは陸路でNSWからウェスタンポートを目指してきたが、代わりにコライオ湾に着き、良質な放牧地を発見する。10年後、タスマニアで放牧をしていたエドワード・ヘンティは後のビクトリア州西部、ポートランド (ビクトリア州)の王領地に違法で羊牧地を設立した。
北タスマニアで成功していた農家ジョン・バットマンは更に放牧地を求めて1835年4月、バス海峡をポートフィリップに渡りヤラ川の河口に着く。6月8日彼の手記に、「そしてボートは広い河を上った... そして... 6マイル上流に良質でとても深い河を見つけたことを嬉しく思う。この場所は村を作るのに適している (英: This will be the place for a village.)」と書いてある。この最後の文は後にメルボルン建設憲章として採用されている。
バットマンはローンセストン (Launceston) に戻りヤラに居住地を拓くための大規模な探検の準備をする。しかし同時期にその時にはローンセストンで実業家となっていたジョン・パスコ・フォークナーは同じアイディアを持っていた。フォークナーはスクーナー船エンタープライズ号を買い、移住しようとする人々とともに1835年8月にヤラ川の河口に到着し、8月30日に代理艦長を務めていたJohn Lanceyは居住地になる土地を選び、船の碇と荷物を下ろした。そのスポットはヤラ川北岸、のちのスペンサー・ストリートとキングス・ブリッジ周辺で、エンタープライズ・パークとバットマン・パークとなっている場所で、そのすぐ北東には移民博物館がある。
一方でバットマンはレベッカ号で出航し、9月2日にヤラに着いたが既にフォークナーの人々がいるのに落胆し、憤慨した。2つのグループにとって十分な土地があり、10月16日フォークナーが他の居住者とともに到着すると、彼は土地を分配して、誰が最初に着いたかで論争しないことに同意した。バットマンとフォークナーは新しい町に住み、幾つかの仮の名前がその町に使われたが、1837年3月に時の英国首相メルバーン卿にちなんで正式に "Melbourne" と名付けられた。
1836年9月にはニューサウスウェールズ植民地のポートフィリップ地区の行政中心地になった。メルボルンはヤラ河岸にテントや小屋の集まりで始まったが10年もしないうちに牧畜の中心地となり、石やレンガで金融ビルが建てられた。
1851年7月1日、ニューサウスウェールズ植民地から分離独立してビクトリア植民地が設立し、メルボルンに政府が置かれた。ラ・トローブは最初の総督代理になった。数ヶ月後、バララット、ベンディゴなどのビクトリア内陸部で金が見つかった。

### ゴールドラッシュ以降
1851年にビクトリア内陸部で金が発見されたことによりゴールドラッシュが始まり、移民が大挙して押し寄せた。人口が急増し、1865年頃にはシドニーを抜きオーストラリア最大の都市となった。メルボルンは空前の建設ブームとなった。メルボルンを代表する歴史的建築の多くがこの時期に建設された。ビクトリア州議事堂、ビクトリア州立図書館、王立展示館、メルボルン大学、聖パトリック大聖堂などが主な例である。
1885年、イギリスの著名なジャーナリスト、ジョージ・サラ（George Augustus Sala）はメルボルンを訪れ、繁栄ぶりを新聞の記事にした。そのヘッドライン"Marvellous Melbourne"（素晴らしいメルボルン）はその後長きにわたって引用された。

### 20世紀
1901年にオーストラリア連邦が成立してから、1927年にキャンベラに移転が開始されるまでは連邦の臨時首都であった。
第二次世界大戦後もシドニーと共に移民の定住地となり人口は着実に増加を続けた。1956年に南半球で初の夏季オリンピック（メルボルンオリンピック）が開催された。
1990年代を通じて、クラウン・カジノやメルボルン博物館、メルボルンエキシビション・コンヴェンションセンターなどの公共建築物が積極的に造られた。

### 21世紀
2020年7月から翌年にかけて、断続的に新型コロナウイルスによる感染症拡大に伴いロックダウンが行われた。毎年メルボルン・パークで開催されているテニスの全豪オープンも、2021年は無観客による開催となった。
2021年8月21日には、SNSで呼びかけに呼応する形でロックダウンに対する抗議デモが発生。参加者約4000人が市内に集まり警官隊と衝突、警官9人が病院で手当てを受けた。
2021年9月22日、メルボルン市内で地震（M5.9）が発生（メルボルンは大陸プレートの上にあるため地震の発生は極めて稀）。建物のレンガやブロックが落ちるなどの被害が出たが、前述のロックダウンの期間中でもあり、人的被害は無かった。

## 地理

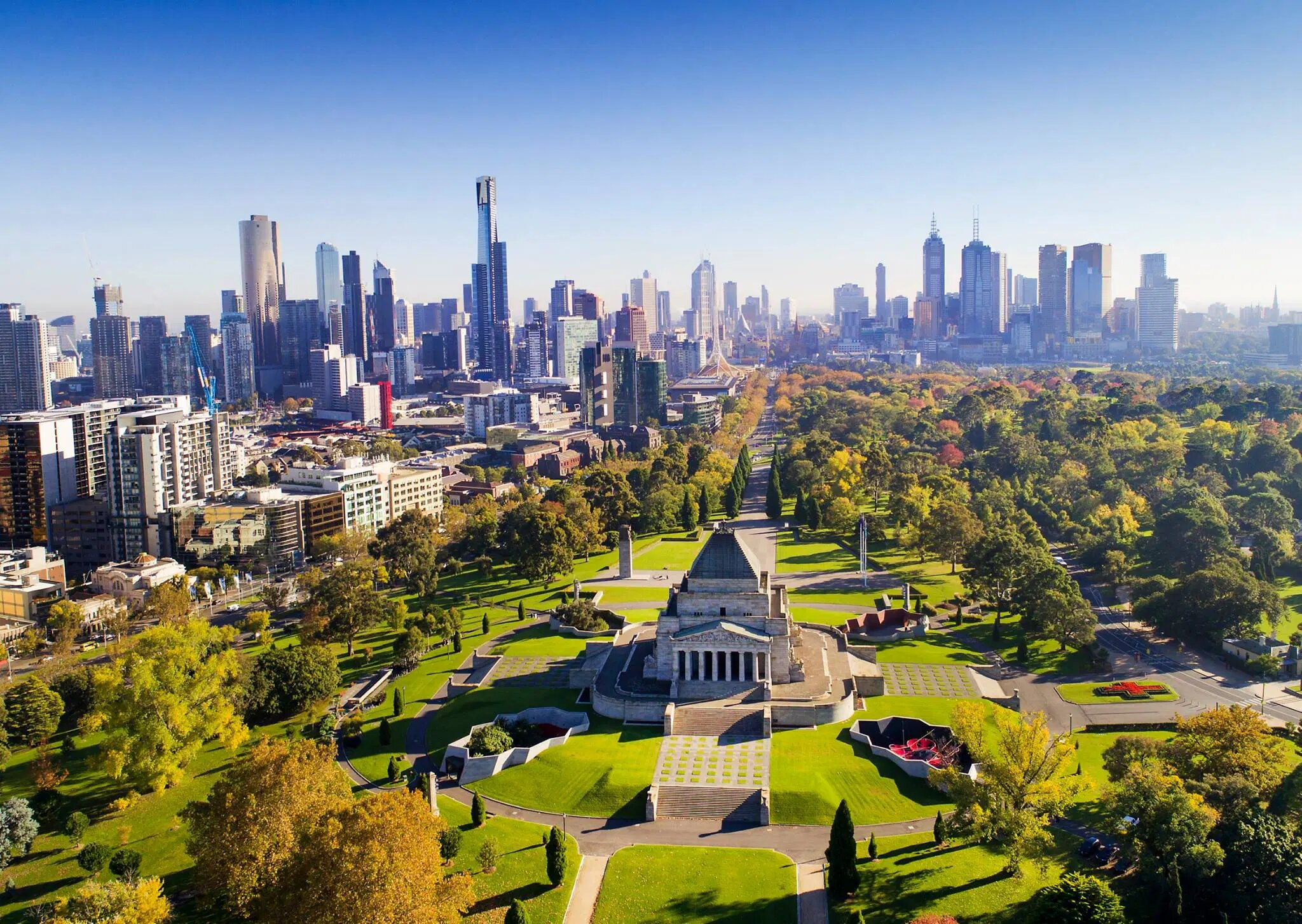
メルボルン中心部のパノラマ

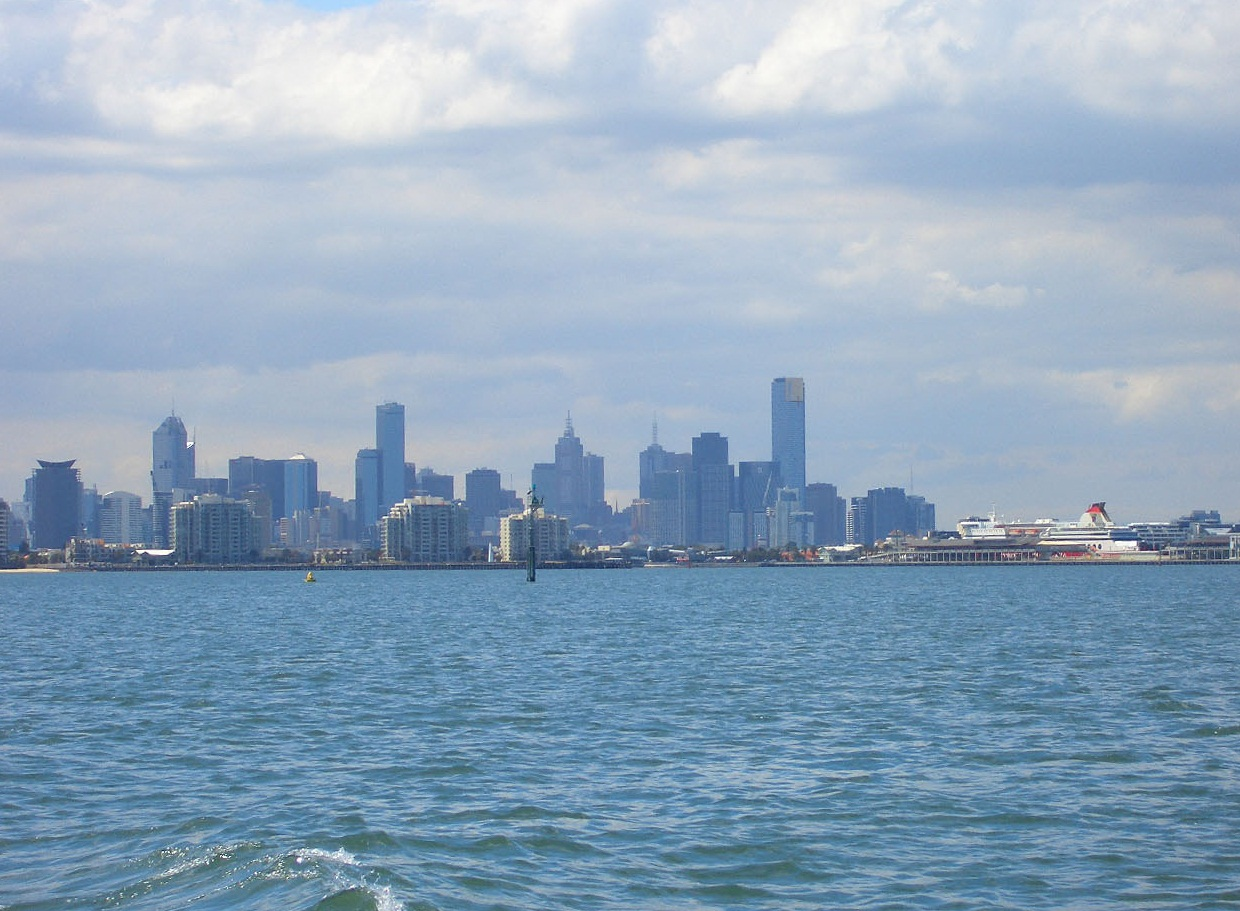
沖合いから撮影したメルボルン

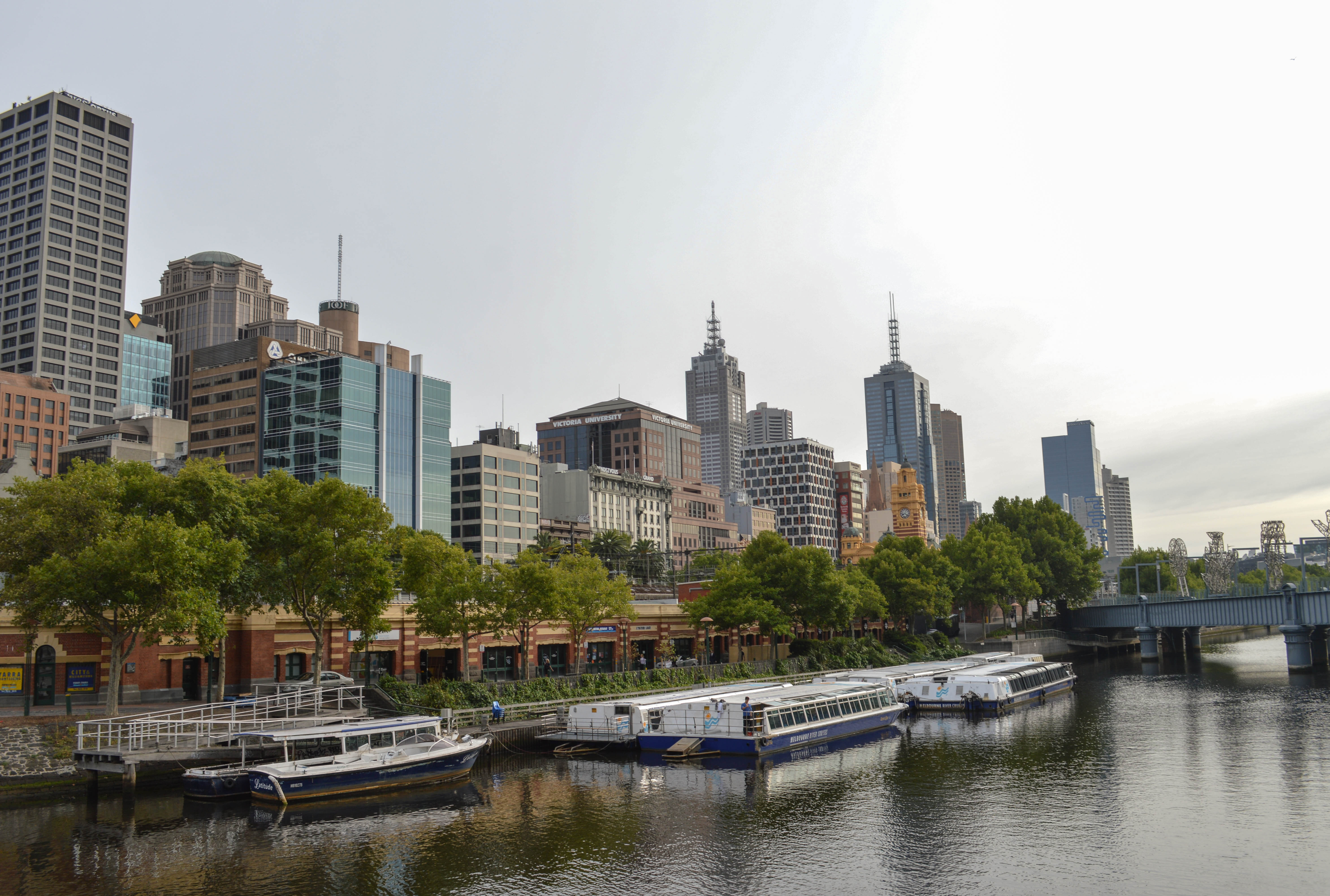
ヤラ川南岸から見たシティ

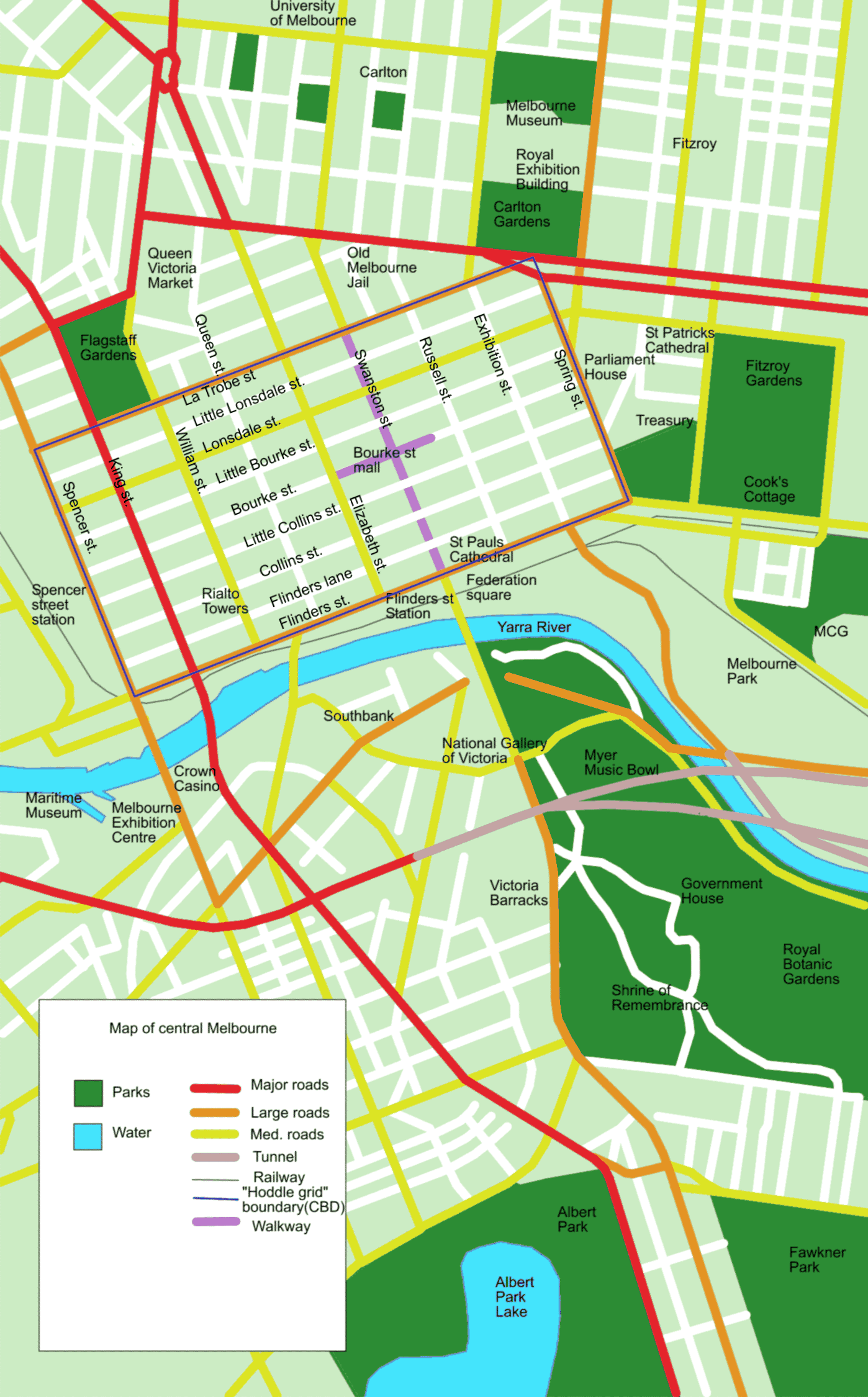
メルボルン中心部の地図

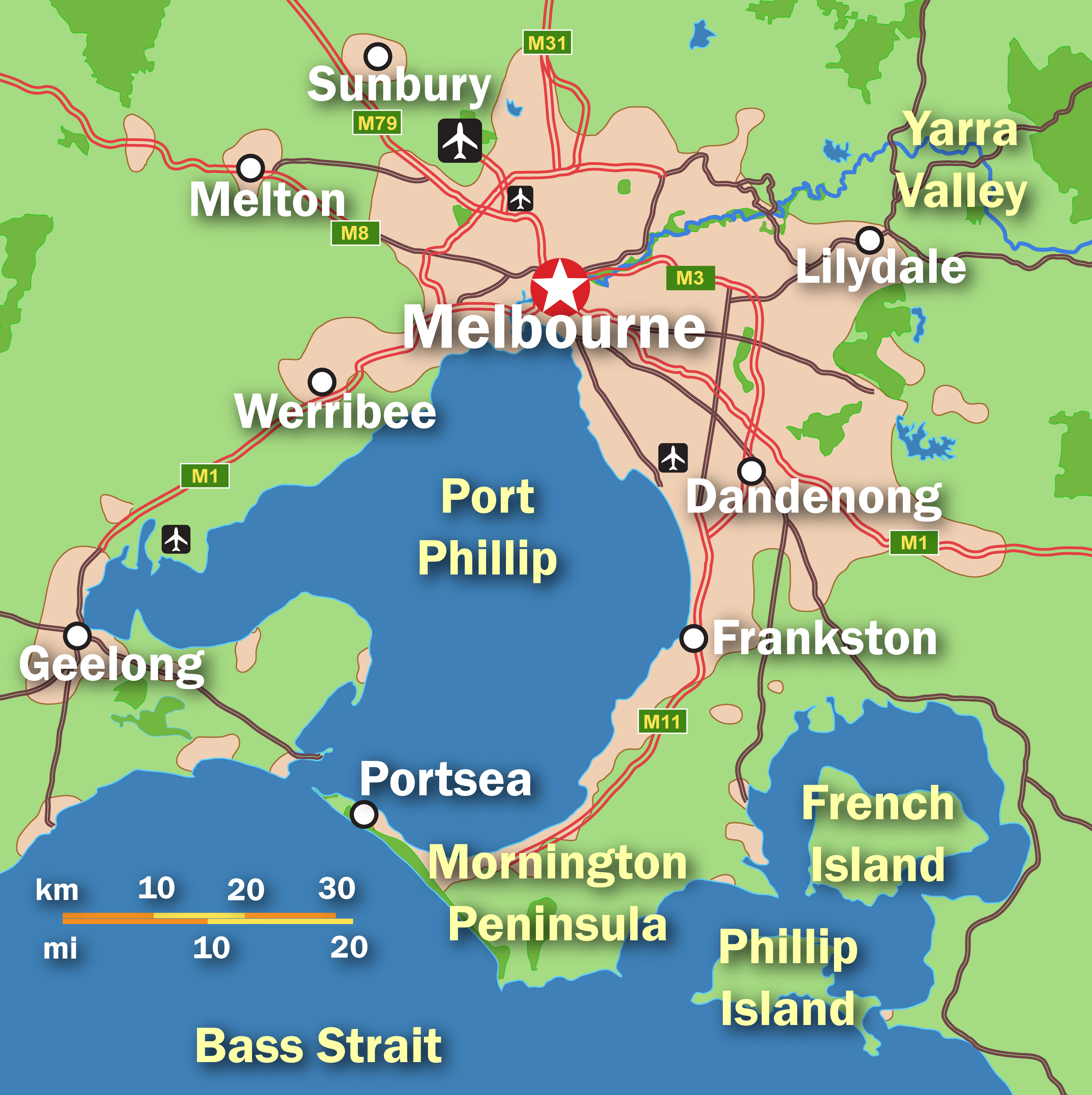
ポートフィリップ湾とメルボルン都市圏

メルボルンはオーストラリア大陸の南東部に位置し、大陸では最南に位置する州都である。ポート・フィリップ湾に面し、郊外は東に広がる。湾にはヤラ川が南東に位置するダンデノン丘陵とヤラ丘陵から注ぐ。また北西からマリビノン川（英語: Maribyrnong River）が注ぎ、川とその支流の西と北は平坦な農業地域になっている。
中心市街地（City）内および川を挟んだ対岸（南岸のサウスバンク地区）には超高層ビルが並ぶ。郊外では人口密度が低く、片側4車線程度の道路が碁盤の目状に敷かれ、一戸建てで広大な庭を持った家々が並ぶ。

### 地球上での位置
メルボルンを中心とした正距方位図法の世界地図を見ると、ロサンゼルス・ニューヨーク・パリ・ロンドンといったアメリカ合衆国（本土以北）やヨーロッパ諸国からはすべて12000km以上離れている。
タラマリン空港から東京との距離は8000km強で、タラマリン空港と成田国際空港の間の直行便が日本航空とカンタス航空により運行されている。
北米大陸への直行便は、ロサンゼルス国際空港へカンタス航空・ヴァージンオーストラリア・ユナイテッド航空が、サンフランシスコ国際空港へカンタス航空がそれぞれ運行し、世界でも有数の長距離路線として知られている。ロンドン・ヒースロー空港行きの路線はパース経由で運行されている。
メルボルンの南緯は37度49分で、市域人口が100万人以上を有する都市の中では世界で最も南に位置している。

### 気候
ケッペンの気候区分によると海洋性の影響の強い西岸海洋性気候(Cfb)に分類されるものの、日によって天気が目まぐるしく変わり、年間通してはっきりした四季は無く、一日の中に四季があるとも言われている。
冬季は最も寒い7月の平均最低気温が6.0℃とオーストラリアの大都市の中で最も冷え込むものの、降雪は周囲の山々で起きる程度で、平地では非常に稀であり、霜が降りることも少ない。過去最低気温の記録は1901年7月4日に記録した−2.8 ℃に過ぎず、冬は温暖である。冬季は比較的曇天が多く日照時間が少ないが、日中は10度前後の日々が続いた後に20℃以上まで上がることも多い。
夏季は最も暑い1月の平均最高気温は25.9℃と低くなっているが、実際には内陸の砂漠地帯から吹き付けるフェーン現象により、年に数日は40度を超えるのような酷暑となることも多く、2009年2月7日には観測史上最高気温の46.4℃を観測している。時に内陸部では気温が50度近くに達することもあり、メルボルン近郊のラバートンでは同日に47.5℃を観測している。しかし、非常に乾燥しており湿気は少なく、夏季は山火事の起きやすい環境となっている。また、そのような酷暑の日であっても朝晩は涼しくなり、熱帯夜となることはほとんど無く、平均最低気温が最も高い2月でも14.6℃と低く快適である。
2006年には観測史上最悪の旱魃に見舞われ、例年ならば年間でも比較的降水が多い9月、10月に全く雨が降らなかった。
| メルボルンの気候            | メルボルンの気候 | メルボルンの気候 | メルボルンの気候 | メルボルンの気候 | メルボルンの気候 | メルボルンの気候 | メルボルンの気候 | メルボルンの気候 | メルボルンの気候 | メルボルンの気候 | メルボルンの気候 | メルボルンの気候 | メルボルンの気候 |
| 月                          | 1月              | 2月              | 3月              | 4月              | 5月              | 6月              | 7月              | 8月              | 9月              | 10月             | 11月             | 12月             | 年               |
| --------------------------- | ---------------- | ---------------- | ---------------- | ---------------- | ---------------- | ---------------- | ---------------- | ---------------- | ---------------- | ---------------- | ---------------- | ---------------- | ---------------- |
| 最高気温記録 °C （°F）      | 45.6 (114.1)     | 46.4 (115.5)     | 41.7 (107.1)     | 34.9 (94.8)      | 28.7 (83.7)      | 22.4 (72.3)      | 23.1 (73.6)      | 26.5 (79.7)      | 31.4 (88.5)      | 36.9 (98.4)      | 40.9 (105.6)     | 43.7 (110.7)     | 46.4 (115.5)     |
| 平均最高気温 °C （°F）      | 25.9 (78.6)      | 25.8 (78.4)      | 23.9 (75)        | 20.3 (68.5)      | 16.7 (62.1)      | 14.1 (57.4)      | 13.5 (56.3)      | 15.0 (59)        | 17.2 (63)        | 19.7 (67.5)      | 22.0 (71.6)      | 24.2 (75.6)      | 19.9 (67.8)      |
| 平均最低気温 °C （°F）      | 14.3 (57.7)      | 14.6 (58.3)      | 13.2 (55.8)      | 10.8 (51.4)      | 8.6 (47.5)       | 6.9 (44.4)       | 6.0 (42.8)       | 6.7 (44.1)       | 8.0 (46.4)       | 9.5 (49.1)       | 11.2 (52.2)      | 12.9 (55.2)      | 10.2 (50.4)      |
| 最低気温記録 °C （°F）      | 5.5 (41.9)       | 4.5 (40.1)       | 2.8 (37)         | 1.5 (34.7)       | −1.1 (30)        | −2.2 (28)        | −2.8 (27)        | −2.1 (28.2)      | −0.5 (31.1)      | 0.1 (32.2)       | 2.5 (36.5)       | 4.4 (39.9)       | −2.8 (27)        |
| 雨量 mm （inch）            | 47.6 (1.874)     | 48.0 (1.89)      | 50.3 (1.98)      | 57.4 (2.26)      | 55.8 (2.197)     | 49.0 (1.929)     | 47.5 (1.87)      | 50.0 (1.969)     | 58.1 (2.287)     | 66.4 (2.614)     | 60.4 (2.378)     | 59.5 (2.343)     | 650.0 (25.591)   |
| 平均降雨日数                | 8.4              | 7.5              | 9.4              | 11.8             | 14.6             | 15.4             | 16.1             | 16.1             | 14.9             | 14.2             | 11.8             | 10.4             | 150.6            |
| 平均月間日照時間            | 279.0            | 234.9            | 210.8            | 168.0            | 120.9            | 108.0            | 114.7            | 145.7            | 171.0            | 195.3            | 210.0            | 232.5            | 2,190.8          |
| 出典：Bureau of Meteorology |                  |                  |                  |                  |                  |                  |                  |                  |                  |                  |                  |                  |                  |

## 人口構成
| メルボルン 都市部人口密度 (人/ha) | メルボルン 都市部人口密度 (人/ha) | メルボルン 都市部人口密度 (人/ha) |
| --------------------------------- | --------------------------------- | --------------------------------- |
| 1951                              | 23.4                              |                                   |
| 1961                              | 21.4                              |                                   |
| 1971                              | 18.1                              |                                   |
| 1976                              | 16.75                             |                                   |
| 1981                              | 15.9                              |                                   |
| 1986                              | 16.05                             |                                   |
| 1991                              | 16.8                              |                                   |
| 1996                              | 17.9                              |                                   |

| メルボルンの人口 | メルボルンの人口 | メルボルンの人口    |
| ---------------- | ---------------- | ------------------- |
| 1836             | 177              |                     |
| 1851             | 29,000           |                     |
| 1854             | 123,000          | (gold rush)         |
| 1880             | 280,000          |                     |
| 1895             | 900,000          | (economic collapse) |
| 1956             | 1,500,000        |                     |
| 1981             | 2,806,000        |                     |
| 1991             | 3,156,700        | (economic slump)    |
| 2001             | 3,366,542        |                     |
| 2006             | 3,720,300        | (2006 estimate)     |

この街は誕生以来、19世紀のゴールドラッシュ期、二度の世界大戦後の難民など、各国からの移民を多く受け入れてきた。人口の約74%がアングロサクソン系、約19%がその他のヨーロッパ系、約5%がアジア系である。
ギリシャ系も多くギリシャやキプロスを除くと世界でもっとも多くのギリシャ人が居住しており、ギリシャ系のお祭りも多く行われている。中国人街、ヴェトナム人街、イタリア人街など、国ごとのコミュニティを形成して住む傾向にある。そのため多種多様な食文化の影響を受け、広大な農地や海と隣りあって食材も豊富であるため、各国の料理を手軽に味わうことができる。国外からの留学生の受け入れにも積極的である。
世界最高級の生活水準・環境、治安の良さそして英語が公式言語であることも手伝ってか移民先として人気がある都市である。

## 産業
メルボルンはオーストラリアの3つの大きな企業、テルストラ、BHPグループ、ナショナルオーストラリア銀行の本拠地があり、またオーストラリア商業協議会、オーストラリア労働組合協議会、オーストラリア証券取引所に名を連ねる会社の多くがある。
オーストラリア第2の金融センターであり、多くのオーストラリアの大企業の本社（四大銀行のうち二行の本店）が立地するが、海外企業の地域本部はシドニーを好む傾向がある。2017年の調査によると、世界21位の金融センターであり、同国ではシドニーに次ぐ2位である。
また、機械工業や食品加工業が盛んである。繊維・被服・履物工業が盛んであったが輸入の影響による縮小が著しい。同国のファッションの中心地であるのはその名残である。

## 政治

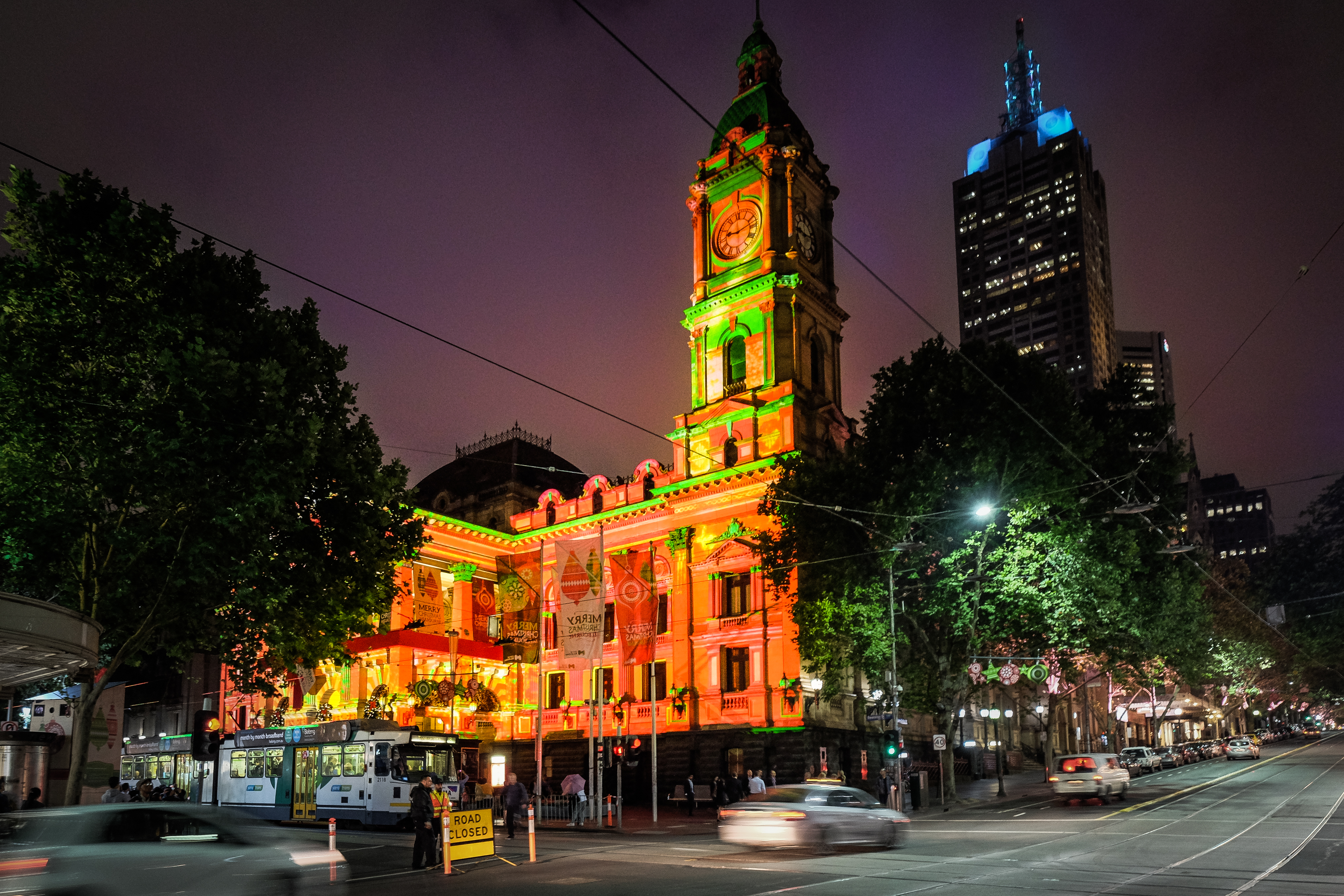
タウンホール

メルボルン都市圏は、30の市議会（議員は公選、市長は議員から市議会が選出のen:弱い市長制）の管轄領域に分割される。オーストラリアの他州の州都と同様、都市圏全体の行政は州政府の管轄であり、メルボルン圏だけを管轄する地方自治体はない。都心部を管轄するメルボルン市議会の市長は、Lord Mayor という上級の呼称をもっているが、権限は他の市長と変わりない。

## 治安
メルボルンは犯罪が少なく、世界で五番目に安全な街であるとエコノミストに評価されているが、一方でンドランゲタやペインターズ・アンド・ドッカーズといったマフィアが定期的に抗争事件を起こすことでも知られている(1995年から2010年までのメルボルンのギャング殺人など)。また近年では、アフリカ系や太平洋諸島系のストリート・ギャングの活動も確認されている。

## 観光

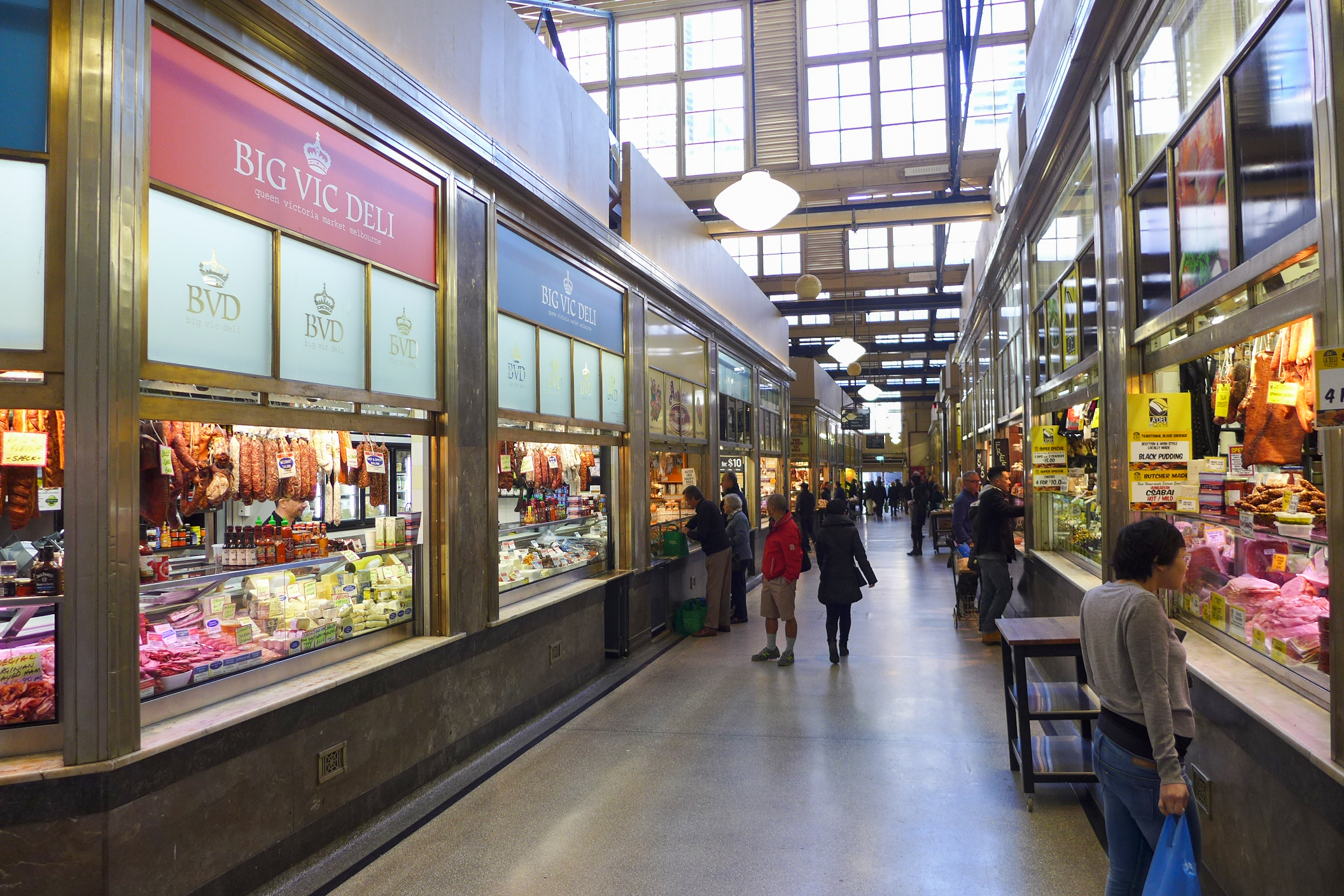
クイーン・ビクトリア・マーケット

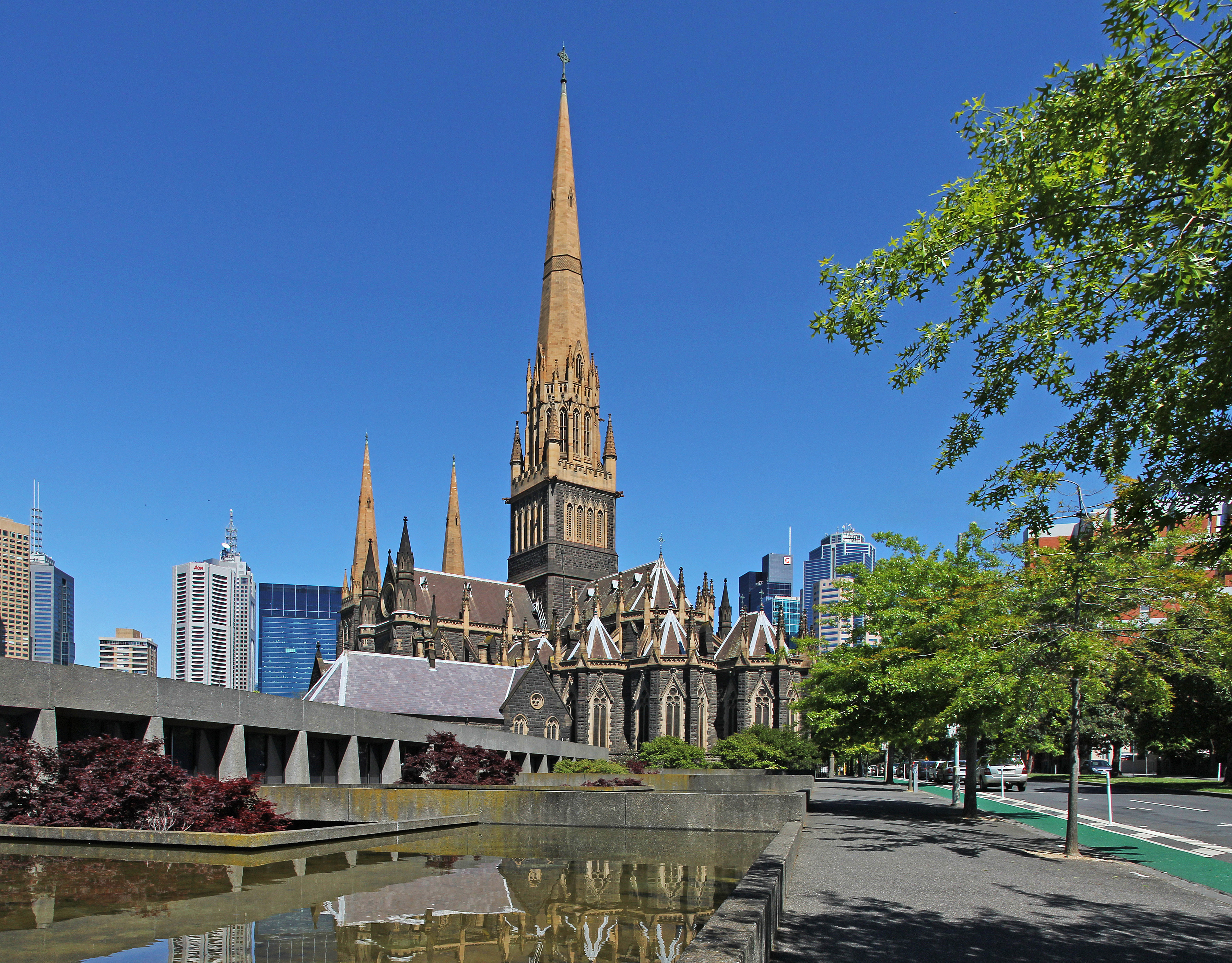
聖パトリック大聖堂

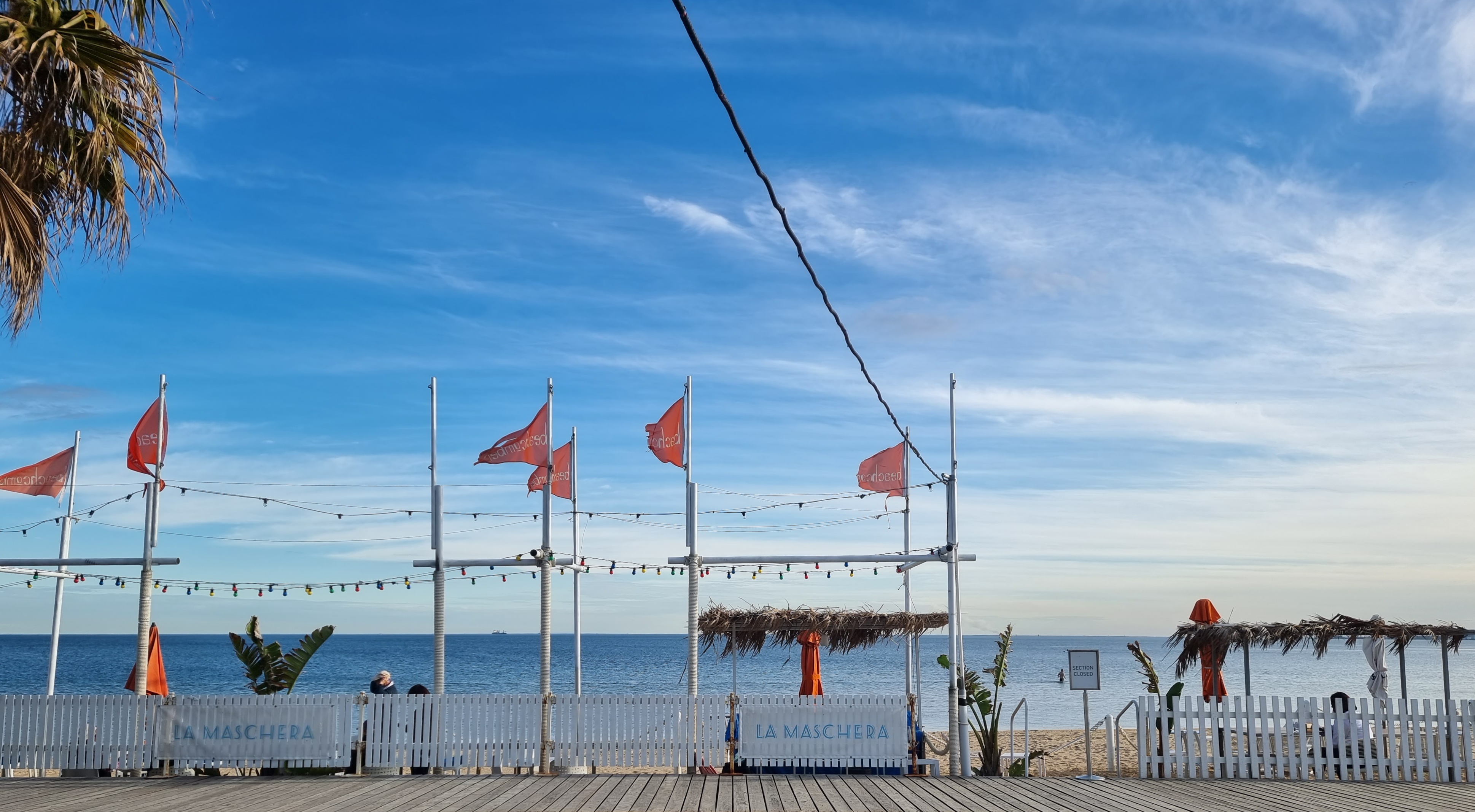
セント・キルダの砂浜

- クイーン・ビクトリア・マーケット - ビクトリア州最大のマーケットで、野菜、果物、精肉、魚介などの食品から、雑貨、皮革製品、お土産まで幅広い商品が取り扱われている。
- ヴィクトリア・アート・センター（英語版） - サウスバンク地区にあり、州立劇場とハーマー・ホール（旧称はメルボルン・コンサート・ホール）から成る。尖塔を持つ建物はメルボルンのランドマークとなっている[注釈 3]。
- クラウン・メルボルン（英語版） - サウスバンク地区にあり、南半球最大のギャンブル場やレストラン、高級ブティック、ナイトクラブ、2つのホテル、シネマコンプレックス、フロアショーが入居している。また、毎晩夜になるとアボリジニの儀式をイメージした「炎のショー」（毎時点火）がヤラ川沿いで行われており、メルボルンの名物の1つとなっている。（観覧は無料）
- ユーレカタワー - メルボルンで最も高い展望台（285m）がある。サウスバンク地区に立地している。
- 聖パトリック大聖堂 (Saint Patrick's Cathedral)
- 王立展示館とカールトン庭園 - 王立展示館は世界展覧会のために1880年代に建設された。2004年7月2日、建物としてはオーストラリアで初の世界遺産に登録された。1901年5月9日に最初のオーストラリア議会が行われた建物である。
- ビクトリア州立図書館 - 目抜き通りであるスワンストン・ストリートに面する歴史的建造物。
- 旧メルボルン監獄（英語版） - 19世紀の大強盗、ネッド・ケリーが処刑された監獄。
- 戦没者慰霊館 (メルボルン)
- 王立植物園 (メルボルン)（英語版）
- メルボルン展示センター（英語版） - サウスバンク地区にあり、多くの展示会が開催される。王立展示館の代わりとして1990年代に建設された。
- フェデレーション・スクエア - フリンダーズ・ストリート駅の西隣。観光案内所がある。
- セント・ポール大聖堂 - フェデレーション・スクエアの北隣。
- ドックランド(Dockland) - 港の再開発地区。複合施設ハーバータウン(Harbour Town)、大観覧車(Melbourne Star Observation Wheel)がある。
- セント・キルダ - 市中心から南へ5km。ポート・フィリップ湾に面した海岸地区。
- コモ・ハウス（英語版） - 高級住宅地「サウスヤラ」にある植民地時代の豪邸。
- メルボルン・クリケット・グラウンド (MCG) - 4月から9月の間、オーストラリアン・ルールズ・フットボールの試合が週に2,3回行われる。2006年の英連邦競技大会のメイン会場でもあり、最大収容人員は10万3千人である。
- メルボルン・パーク - テニスの4大大会の一つである全豪オープンの開催地。同大会は毎年1月に開催される。
- アルバートパーク - 1996年以降、毎年F1が開催されるようになったことで、知名度が上がったメルボルン最大の公園。敷地内には人造湖やスポーツの複合施設などがある。F1のサーキットは普段、公園内に乗り入れるための公道として利用されている。

### ショッピング
- メルボルンセントラル・ショッピングセンター
- バーク・ストリート（チャイナタウンに隣接）
- サウス・ヤラのチャペル・ストリート
- フィッツロイのブランズウィック・ストリート

## 文化
- 国立スポーツ博物館

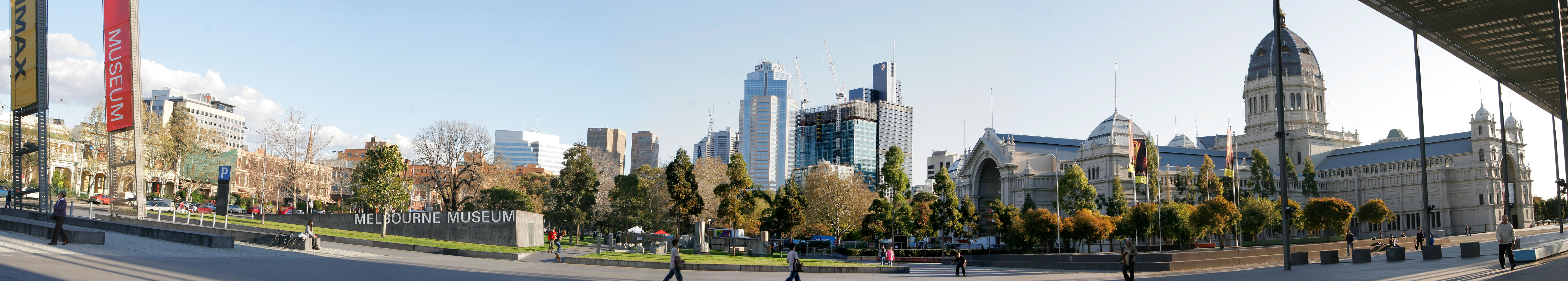
メルボルン博物館

- 中国博物館 (メルボルン)（英語版）
- 旧財務省博物館（英語版）
- 移住博物館
- ポーリー・ウッドサイド海洋博物館（英語版）
- 切手博物館
- サイエンスワークス博物館 (メルボルン)（英語版）(英語: Scienceworks)
- メルボルン博物館（英語版） - CBDの北東、世界遺産のカールトン庭園内にあり、南半球で最大の博物館。オーストラリアの名競走馬ファーラップの剥製が展示されている。
- ビクトリア国立美術館 (NGV - National Galley of Victoria) - オーストラリアで最大のコレクションを誇る。フェデレーション・スクエアのオーストラリア館 (NGV Australia)と、セント・キルダ通り沿いの国際館 (NGV International) 2個所に所在する。キャンベラにあるオーストラリア国立美術館 (NGA) と紛らわしいので注意。

### 生活文化

#### コーヒー
シドニーと並びオーストラリアのコーヒー文化の中心で、個人経営のカフェが多い。朝の出勤時にテイクアウェイでコーヒーを求める習慣もある。

### 楽団
- メルボルン交響楽団 (Melbourne Symphony Orchestra)

### 動物園・水族館

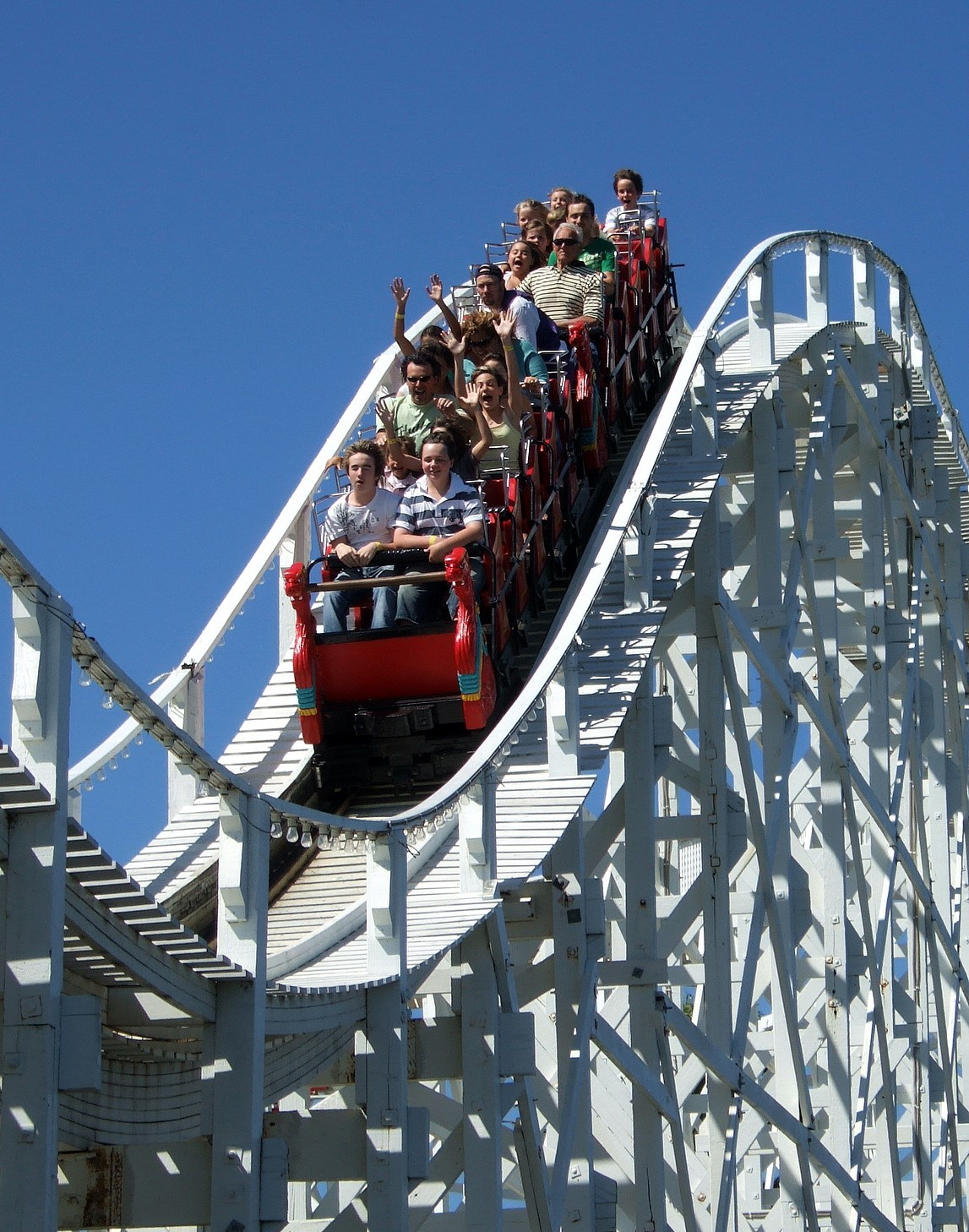
シーニック鉄道（ルナパーク）、世界最古の継続的に動作するジェットコースター

- メルボルン動物園 - オーストラリア最古、世界で3番目に長い歴史をもつ。350種以上の動物が自然環境に近い状態で飼育されている。(英語: Melbourne Zoo)
- ウェリビー・パーク・ズー（英語版）(英語: Werribee Open Range Zoo)
- メルボルン水族館（英語版） (英語: Sea Life Melbourne Aquarium)
- ルナパーク（英語版） （英語: Luna Park）- 1912年開園の遊園地。セント・キルダ地区にある。

### スポーツ

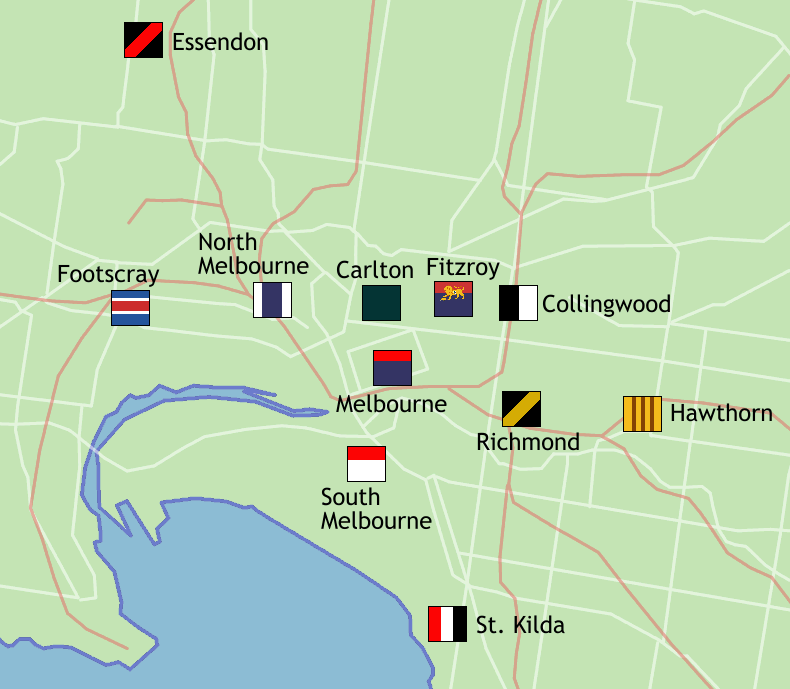
メルボルン近郊のAFL チーム

- メルボルン・スプリング・レーシング・カーニバル - メルボルンカップをメインレースとして複数のレースからなるオーストラリア競馬最大の祭典で、オーストラリアでも最大級のスポーツイベント。開催される11月の第1火曜日は都市圏の公休日となり、145年以上続くメルボルンカップは"国を止めるレース"と呼ばれる。
- F1オーストラリアグランプリ - アルバートパークで、1996年から開催（以前はアデレードで開催）
- オーストラリアン・オープン（テニス） - 1988年から毎年1月に開催
- AFLグランドファイナル - オージーフットボールの中心地

などが主要なスポーツイベントとして行われる。
1956年には南半球最初のオリンピック、2006年にはコモンウェルスゲームズが開かれた。オリンピックが開催された都市として、および世界都市として、メルボルンは一番南に位置する都市となっている。
クリケットは非常に人気のあるスポーツである。伝統的な形式のファーストクラス・クリケットや、投球制限があり試合時間が3時間程度で終了するトゥエンティ20などがある。トゥエンティ20形式のプロリーグのビッグ・バッシュ・リーグ（BBL）にはメルボルン・レネゲーズとメルボルン・スターズが所属している。メルボルン・クリケット・グラウンドは最大収容人数が10万人を超えており、1992年と2015年のクリケット・ワールドカップでは決勝戦の会場となった。
オーストラリア国内サッカーリーグのAリーグには、当市に本拠を構えるメルボルン・ビクトリーFCとメルボルン・シティFCが所属している。2007年には世界水泳選手権が当市で開催された。

## 教育

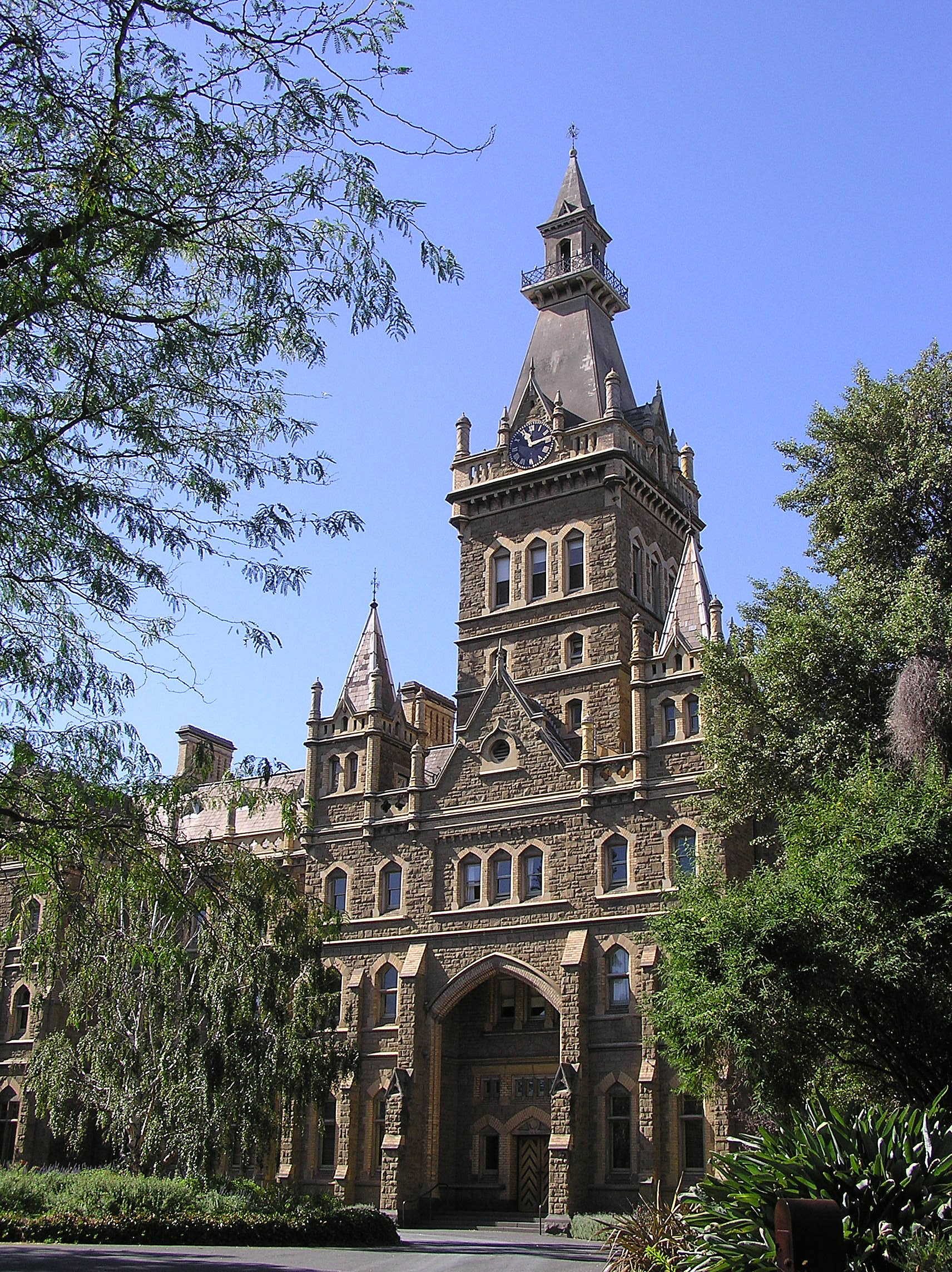
メルボルン大学

- 大学はメルボルン大学、モナシュ大学、ラ・トローブ大学、スウィンバーン工科大学、ビクトリア大学、ディーキン大学、RMIT大学、オーストラリア・カトリック大学の本部や主要なキャンパスがある。

- 高級職業訓練学校は州立のTAFE、専門学校は私立が多い。
- 初等・中等教育機関はベントリーセカンダリーカレッジなど、州立・私立でさまざまな種類のものがある。
- 成人教育機関は公式な学位や資格を授与しないものが数多く存在する。

## 交通
主要記事：メルボルンの交通

### 鉄道

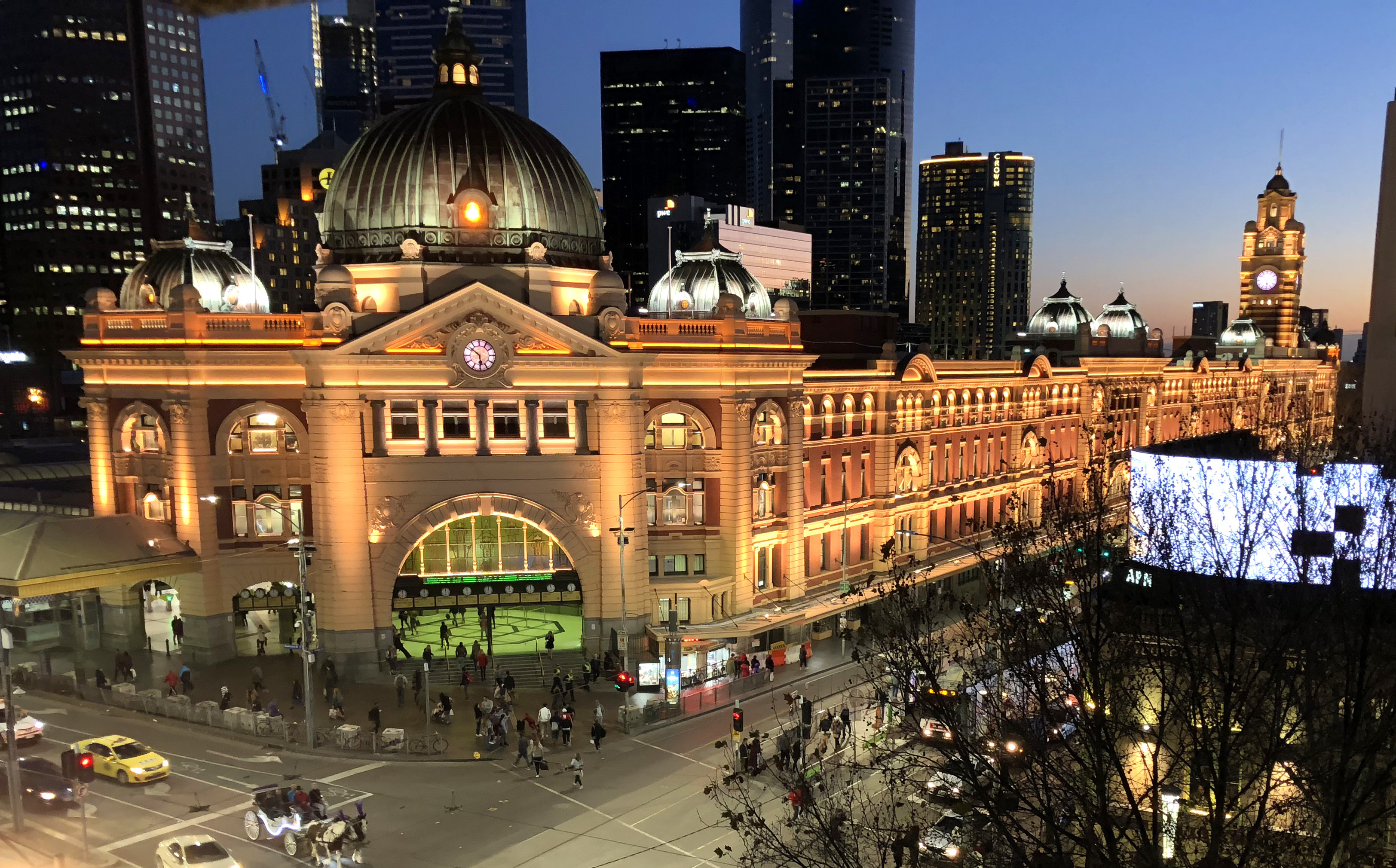
フリンダース・ストリート駅

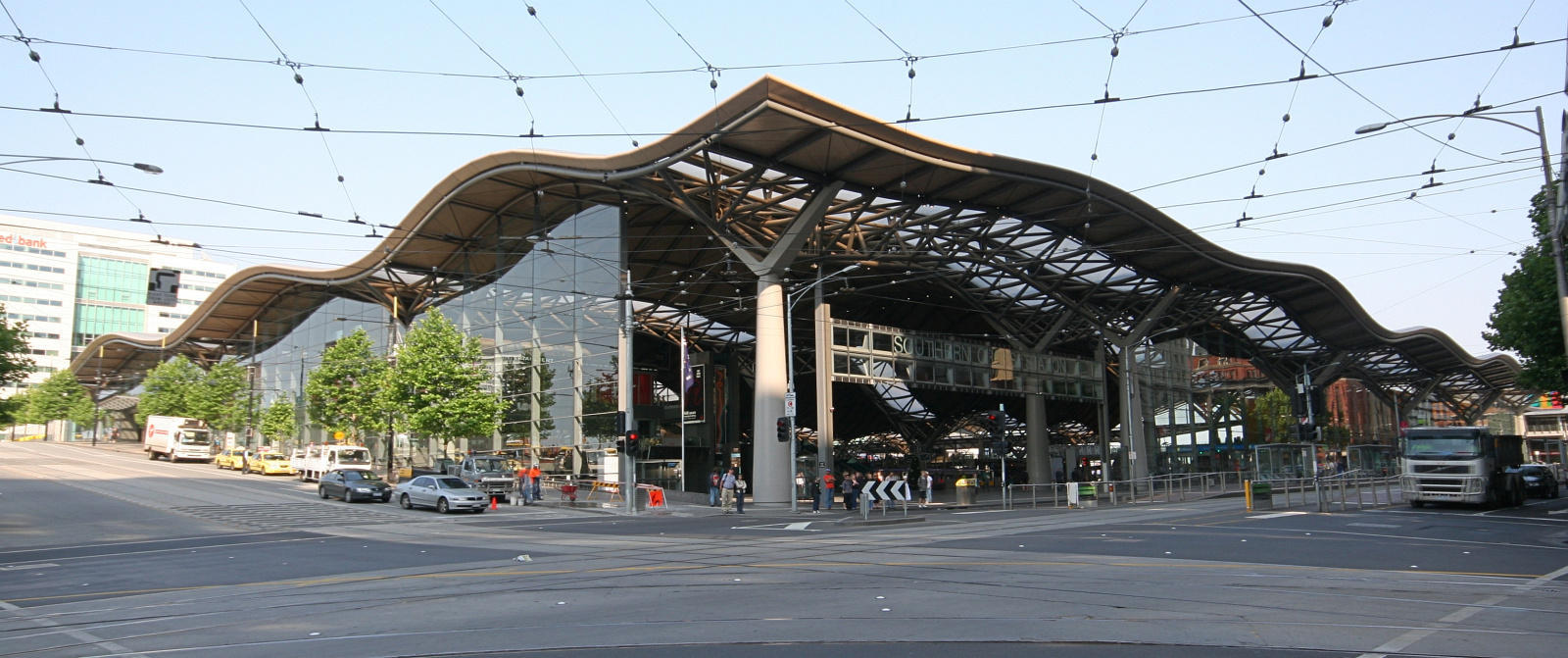
サザン・クロス駅

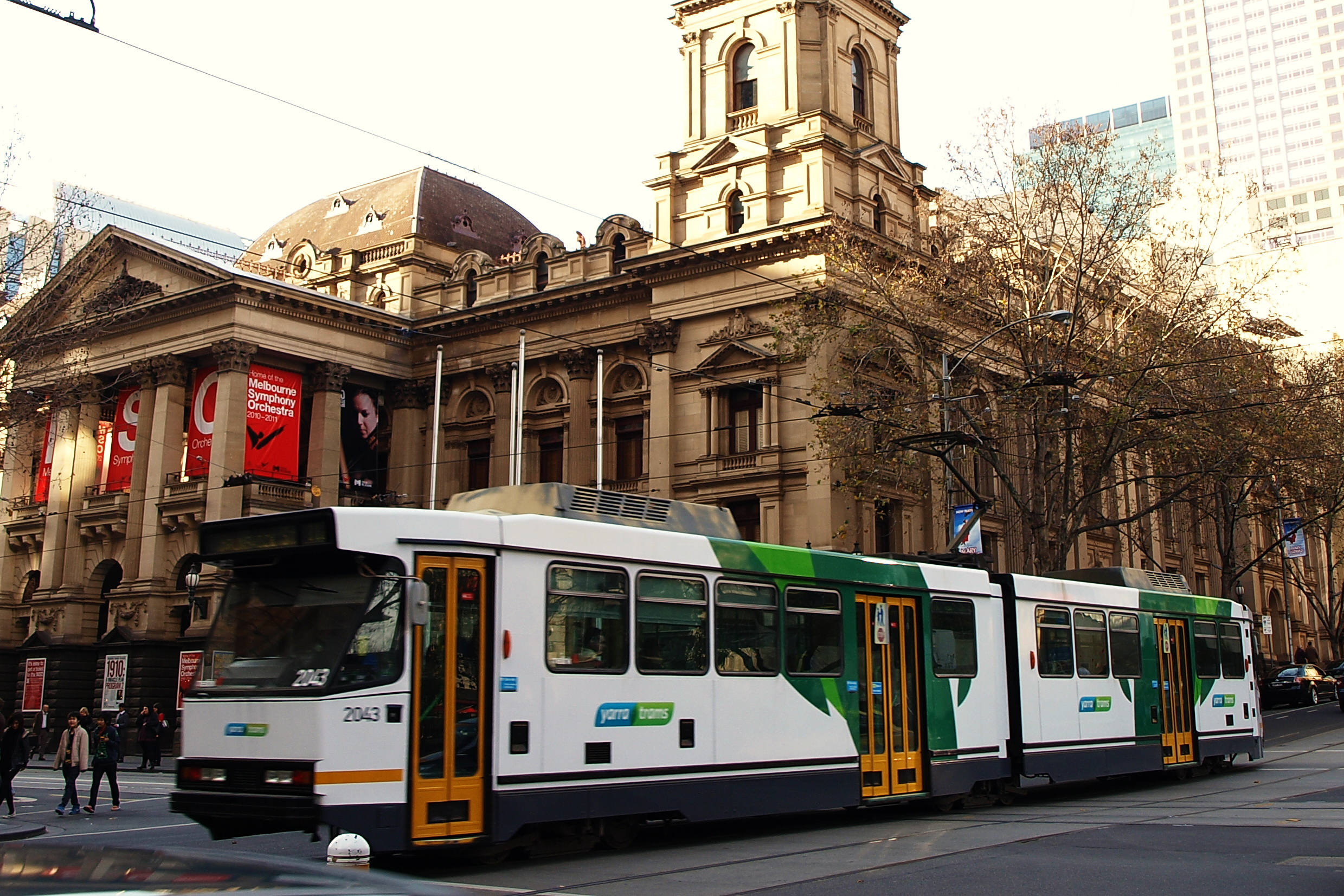
メルボルン・セントラル地下駅（メルボルン中心市街地北辺のラ・トローブ通り）

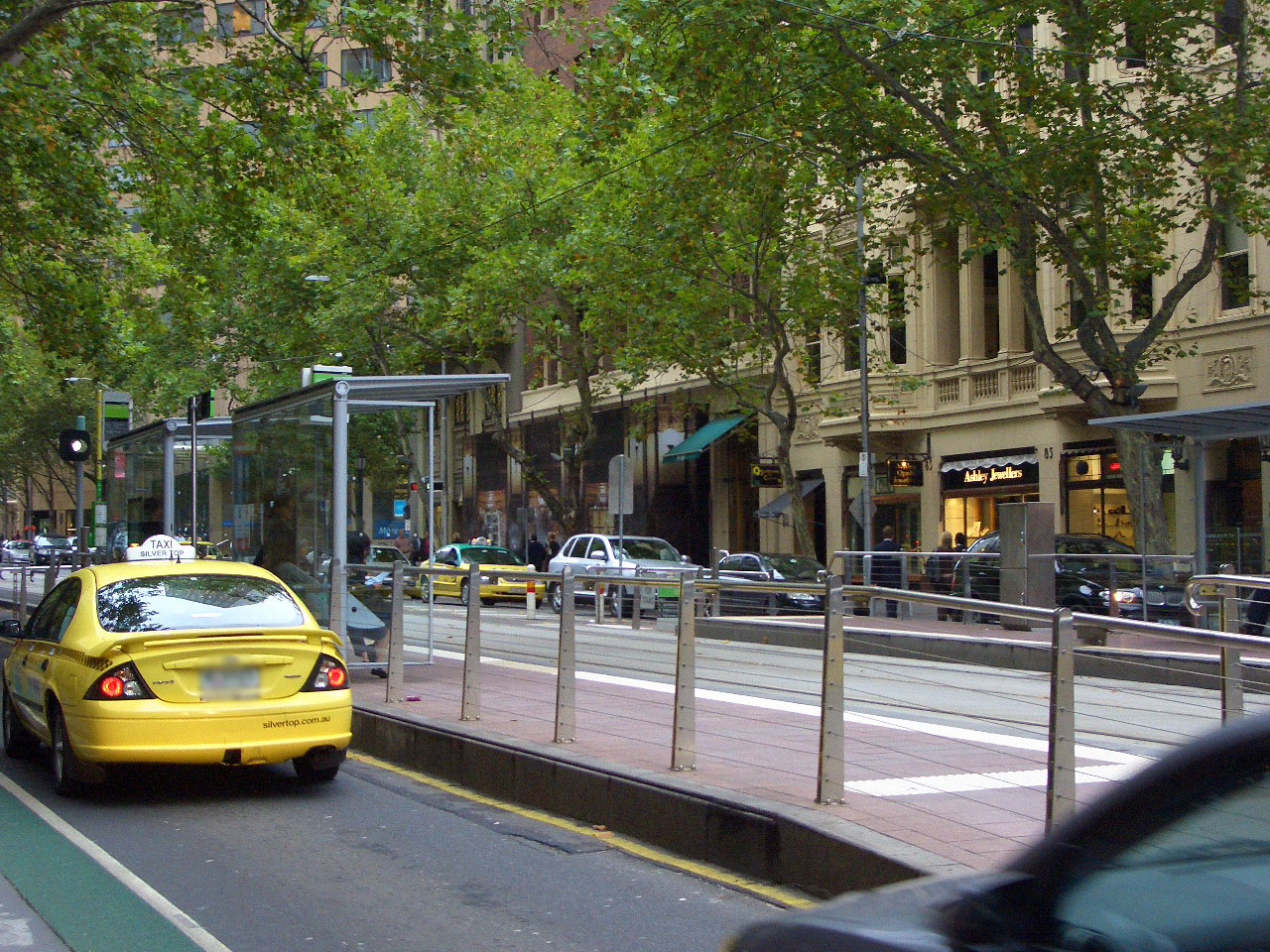
メルボルンシティセンター内にある一般的な電停

メルボルンの公共交通機関はビクトリア州公共交通が所有し、路面電車はヤラ・トラム、鉄道はメトロ・トレインズ・メルボルンが運営している。これらは1990年代後半までは州政府が直接経営運営していた。プリペイド式非接触カード マイキが導入されている。
フリンダース・ストリート駅は中心市街 (メルボルンシティセンター)の ターミナルで、近郊電車が郊外へ放射状に伸びる。駅の入口にずらりと時計盤（各路線の発車時刻を示す）が並びメルボルンのシンボル的建築の一つである。駅はCityの縁を一周する路線（シティループ）の南辺に位置しヤラ川に接する。この路線の北・東辺の三駅は地下駅となっている。
西辺に位置しスペンサー通りに面するサザン・クロス駅には長距離列車が発着する。州内の列車はVラインと呼ばれる。州外への列車にはアデレード行きやシドニー行きのものがある。隣接するバスターミナルは、メルボルン空港との連絡バス スカイバスが発着する。
また、中心街から距離が15-25キロメートルの郊外地区をつなぐメルボルン近郊環状線の建設が提案されている。

#### 路面電車
路面電車は、複線路線延長約250kmという世界一の規模の路線網を誇る。中心市街地の路線は2015年以来運賃が無料である。
1994年より中心市街（メルボルンシティセンター）の縁を一周するシティ・サークル線の周回運行が始まり、W形電車によって運転される観光路線となっている。

### 道路
メルボルンの道路は一般に道幅が広く、住宅地の一般的な道路でも片側2車線ある。また、歩道も完備されている。高速道路に関しては、信号があるものの時速100kmで走行できるハイウェイと、一般の道路とは切り離されているフリーウェイがある。どちらも無料で利用することができる。また、以前は市街地 (メルボルンシティセンター) をはさんで市の東西を移動するのには大変な時間がかかるという問題点もあったが、近年開通した有料道路シティリンクにより現在では解消している。ただこのシティリンクも近年の人口・車所有率の上昇に対応しきれず、朝・夕の通勤ラッシュ時にはかなりの渋滞を引き起こし、ラッシュ時のさらなる渋滞を避けるため、シティリンク入口に信号を設置、利用者の車の数を制限し渋滞を緩和しようと試みている。

### 空路
- メルボルン空港（タラマリン空港）、国際空港、メルボルン北西のタラマリン地区、国際・国内便。日本との直行便が就航する。
- アバロン空港、メルボルンと南西のジーロングの間に位置する第2の空港、格安航空会社による大陸部他州都への便が就航している。
- エセンドン空港、メルボルンで最初の主要空港であるが、長らくの間使われていない。
- オーストラリア空軍のクック・ポイント基地は都市の南西の端に位置する。

### 海路
メルボルン港はオーストラリアで最大のコンテナと一般貨物の港である。世界中の 300の都市との間に貨物航路があり、年間3200隻の船が発着する。メルボルン港はメルボルン中心部の西のマリビロング川とヤラ川の交差する地点にある。
同港とタスマニア州のデボンポートを結ぶ定期カーフェリーen:「スピリット・オブ・タスマニア」の埠頭には、路面電車でもアクセスできる。

## 姉妹都市
メルボルンは複数の都市と姉妹都市提携をしている。
- 大阪（日本）1978年
- 天津（中国）1980年
- ロサンゼルス（アメリカ合衆国）1982年
- テッサロニキ （ギリシャ）1984年
- ボストン（アメリカ合衆国）1985年
- サンクトペテルブルク（ロシア）1989年
- ミラノ（イタリア）2004年
- イズミル（トルコ）